# Nu-Mixx Klazzics
Nu-Mixx Klazzics è un album postumo di Tupac Shakur, pubblicato dalla Death Row Records il 7 ottobre 2003. Tutte le tracce sono dei remix di vecchi successi del rapper, tra i quali molti tratti da All Eyez on Me e con la collaborazione di artisti quali Aaron Hall, K-Ci and JoJo, e Tha Outlawz.

## Tracce
1. 2 of Amerikaz Most Wanted (Remix) (featuring Crooked I) – 3:53
2. How Do U Want It (featuring K-Ci & JoJo) – 5:02
3. Hail Mary (featuring Outlawz) – 5:20
4. Life Goes On – 4:58
5. All Eyez on Me (featuring Big Syke) – 4:51
6. Heartz of Men – 4:38
7. Toss It Up (featuring Danny Boy, K-Ci & JoJo & Aaron Hall) – 4:49
8. Hit 'Em Up (featuring Outlawz) – 4:16
9. Never Had a Friend Like Me – 4:06
10. Ambitionz Az a Ridah – 4:21